# Ken Fletcher
| Jahr                                                 | Tennisspieler(in)                             | Wettbewerb     |
| ---------------------------------------------------- | --------------------------------------------- | -------------- |
| 1938                                                 | Don Budge                                     | Herreneinzel   |
| 1951                                                 | Ken McGregor Frank Sedgman                    | Herrendoppel   |
| 1953                                                 | Maureen Connolly                              | Dameneinzel    |
| 1960                                                 | Maria Bueno mit verschiedenen Partnerinnen    | Damendoppel    |
| 1962                                                 | Rod Laver                                     | Herreneinzel   |
| 1963                                                 | Margaret Smith Ken Fletcher                   | Mixed          |
| 1965                                                 | Margaret Smith mit verschiedenen Partnern     | Mixed          |
| 1967                                                 | Owen Davidson mit verschiedenen Partnerinnen  | Mixed          |
| 1969                                                 | Rod Laver                                     | Herreneinzel   |
| 1970                                                 | Margaret Court                                | Dameneinzel    |
| 1983                                                 | Stefan Edberg                                 | Junioreneinzel |
| 1984                                                 | Martina Navratilova Pam Shriver               | Damendoppel    |
| 1988                                                 | Steffi Graf                                   | Dameneinzel    |
| 1998                                                 | Martina Hingis mit verschiedenen Partnerinnen | Damendoppel    |
|  mit verschiedenen Partnern  Golden Slam fett Einzel |                                               |                |

Kenneth Norman Fletcher (* 15. Juni 1940 in Brisbane, Queensland; † 11. Februar 2006 ebenda) war ein australischer Tennisspieler. In den 1960er Jahren gehörte er zu den erfolgreichsten Doppel- und Mixedspielern der Welt. Er gewann im Lauf seiner Karriere 10 Grand-Slam-Titel.

## Karriere
Seine größten Erfolge feierte er zusammen mit Margaret Smith Court. Fletcher und Court waren 1963 das erste und bislang einzige Paar, das im Mixed alle vier Grand-Slam-Turniere des Jahres gewinnen konnte. Weitere Grand-Slam-Titel gewannen beide 1964 bei den Australian Open und in den Jahren 1965, 1966 und 1968 in Wimbledon.
Mit Roy Emerson gewann Fletcher 1964 das Herrendoppel der French Open und 1966 an der Seite von John Newcombe das Herrendoppel in Wimbledon.
Als Einzelspieler erreichte er nur einmal das Endspiel eines Grand-Slam-Turniers. 1963 unterlag er im Finale der Australian Open seinem Landsmann Roy Emerson.
Fletcher erlag am 11. Februar 2006 im Alter von 65 Jahren einem Krebsleiden.

## Erfolge

### Grand-Slam-Turniere

#### Einzel

##### Finalteilnahmen
| Nr. | Datum          | Turnier                  | Belag | Finalgegner | Ergebnis      |
| --- | -------------- | ------------------------ | ----- | ----------- | ------------- |
| 1.  | 7. Januar 1963 | Australian Championships | Rasen | Roy Emerson | 3:6, 3:6, 1:6 |

#### Doppel

##### Turniersiege
| Nr. | Datum         | Turnier                                      | Belag | Doppelpartner | Finalgegner               | Ergebnis           |
| --- | ------------- | -------------------------------------------- | ----- | ------------- | ------------------------- | ------------------ |
| 1.  | 18. Mai 1964  | Internationale französischen Meisterschaften | Sand  | Roy Emerson   | John Newcombe Tony Roche  | 7:5, 6:3, 3:6, 7:5 |
| 2.  | 27. Juni 1966 | Wimbledon Championships                      | Rasen | John Newcombe | Bill Bowrey Owen Davidson | 6:3, 6:4, 3:6, 6:3 |

##### Finalteilnahmen
| Nr. | Datum           | Turnier                                          | Belag | Doppelpartner | Finalgegner              | Ergebnis                  |
| --- | --------------- | ------------------------------------------------ | ----- | ------------- | ------------------------ | ------------------------- |
| 1.  | 9. Januar 1963  | Australian Championships (1)                     | Rasen | John Newcombe | Bob Hewitt Fred Stolle   | 2:6, 6:3, 3:6, 6:3, 3:6   |
| 2.  | 13. Januar 1964 | Australian Championships (2)                     | Rasen | Roy Emerson   | Bob Hewitt Fred Stolle   | 4:6, 5:7, 6:3, 6:4, 12:14 |
| 3.  | 22. Juni 1964   | Wimbledon Championships (1)                      | Rasen | Roy Emerson   | Bob Hewitt Fred Stolle   | 5:7, 9:11, 4:6            |
| 4.  | 17. Mai 1965    | Internationale französischen Meisterschaften (1) | Sand  | Bob Hewitt    | Roy Emerson Fred Stolle  | 8:6, 3:6, 6:8, 2:6        |
| 5.  | 21. Juni 1965   | Wimbledon Championships (2)                      | Rasen | Bob Hewitt    | John Newcombe Tony Roche | 5:7, 3:6, 4:6             |
| 6.  | 22. Mai 1967    | Internationale französischen Meisterschaften (2) | Sand  | Roy Emerson   | John Newcombe Tony Roche | 3:6, 7:9, 10:12           |
| 7.  | 26. Juni 1967   | Wimbledon Championships (3)                      | Rasen | Roy Emerson   | Bob Hewitt Frew McMillan | 2:6, 3:6, 4:6             |

#### Mixed

##### Turniersiege
| Nr. | Datum           | Turnier                                          | Belag | Doppelpartnerin | Finalgegner                       | Ergebnis      |
| --- | --------------- | ------------------------------------------------ | ----- | --------------- | --------------------------------- | ------------- |
| 1.  | 9. Januar 1963  | Australian Championships (1)                     | Rasen | Margaret Smith  | Lesley Turner Fred Stolle         | 7:5, 5:7, 6:4 |
| 2.  | 13. Mai 1963    | Internationale französischen Meisterschaften (1) | Sand  | Margaret Smith  | Lesley Turner Fred Stolle         | 6:1, 6:2      |
| 3.  | 24. Juni 1963   | Wimbledon Championships (1)                      | Rasen | Margaret Smith  | Darlene Hard Bob Hewitt           | 11:9, 6:4     |
| 4.  | 28. August 1963 | U.S. National Championships                      | Rasen | Margaret Smith  | Judy Tegart Ed Rubinoff           | 3:6, 8:6, 6:2 |
| 5.  | 13. Januar 1964 | Australian Championships (2)                     | Rasen | Margaret Smith  | Jan Lehane Mike Sangster          | 6:3, 6:2      |
| 6.  | 18. Mai 1964    | Internationale französischen Meisterschaften (2) | Sand  | Margaret Smith  | Lesley Turner Fred Stolle         | 6:3, 4:6, 8:6 |
| 7.  | 17. Mai 1965    | Internationale französischen Meisterschaften (3) | Sand  | Margaret Smith  | Maria Bueno John Newcombe         | 6:4, 6:4      |
| 8.  | 21. Juni 1965   | Wimbledon Championships (2)                      | Rasen | Margaret Smith  | Judy Tegart Tony Roche            | 12:10, 6:3    |
| 9.  | 27. Juni 1966   | Wimbledon Championships (3)                      | Rasen | Margaret Smith  | Billie Jean King Dennis Ralston   | 4:6, 6:3, 6:3 |
| 10. | 24. Juni 1968   | Wimbledon Championships (4)                      | Rasen | Margaret Smith  | Olga Morosowa Alexander Metreweli | 6:1, 14:12    |

##### Finalteilnahmen
| Nr. | Datum         | Turnier                     | Belag | Doppelpartnerin | Finalgegner                    | Ergebnis |
| --- | ------------- | --------------------------- | ----- | --------------- | ------------------------------ | -------- |
| 1.  | 22. Juni 1964 | Wimbledon Championships (1) | Rasen | Margaret Smith  | Lesley Turner Fred Stolle      | 4:6, 4:6 |
| 2.  | 26. Juni 1967 | Wimbledon Championships (2) | Rasen | Maria Bueno     | Billie Jean King Owen Davidson | 5:7, 2:6 |

### Open-Era-Turniere

#### Einzel

##### Turniersiege
| Nr. | Datum        | Turnier    | Belag | Finalgegner | Ergebnis |
| --- | ------------ | ---------- | ----- | ----------- | -------- |
| 1.  | 3. Juni 1968 | Manchester | Rasen | Luis Ayala  | 6:3, 6:2 |